# الهلالية (صيدا)
الهلالية  هي إحدى القرى اللبنانية من قرى قضاء صيدا في محافظة الجنوب.